# Монте-Романо
Монте-Романо (итал. Monte Romano) — коммуна в Италии, располагается в регионе Лацио, подчиняется административному центру Витербо.
Население составляет 1939 человек (на 2001 г.), плотность населения составляет 22,55 чел./км². Занимает площадь 85,99 км². Почтовый индекс — 01010. Телефонный код — 0766.
Покровительницей коммуны почитается святая Корона. Праздник ежегодно празднуется 14 мая.